# Усть-Канда (деревня)
Усть-Канда́ — деревня в Гурьевском районе Кемеровской области. Входит в состав Ур-Бедаревского сельского поселения.

## География
Центральная часть населённого пункта расположена на высоте 199 метров над уровнем моря.

## Население
По данным Всероссийской переписи населения 2010 года, в деревне Усть-Канда проживает 99 человек (49 мужчин, 50 женщин).